# Tephronia sepiaria
Tephronia sepiaria är en fjärilsart som beskrevs av Hüfnagel 1767. Tephronia sepiaria ingår i släktet Tephronia och familjen mätare. Inga underarter finns listade i Catalogue of Life.